# Michal Novotný
Michal Novotný, né le 1er juillet 1981 à Prague, est un snowboardeur tchèque spécialisé dans les épreuves de snowboardcross.
Actif au niveau international depuis 2001, il a participé à deux éditions des Jeux olympiques d'hiver en 2006 et 2010. En Coupe du monde, il est monté sur trois podiums avec deux victoires, le 17 mars 2006 à Furano et 20 mars 2009 à Valmalenco.

## Palmarès

### Jeux olympiques
| Édition/Discipline   | Snowboardcross |
| JO de Turin 2006     | 13e            |
| JO de Vanvouver 2010 | 16e            |

### Coupe du monde
- Meilleur classement en cross : 4e en 2009.
- 3 podiums dont 2 victoires.